# 호매실동
호매실동(好梅實洞)은 경기도 수원시 권선구의 행정동이다. 수원호매실지구가 조성되었다.

## 개요
호매실동은 예로부터 매화나무가 많이 자생하여 붙여진 이름으로, 아파트와 자연부락이 병존하고 있는 도농복합 지역으로 일곱 가지 보물이 있다는 칠보산이 병풍처럼 들러져 있는 지역이다. 칠보산 정상을 기점으로 화성시와 경계를 이루고 있다.

## 역사
본래 금곡동과 함께 수원군 매곡면에 속하던 지역이였으나, 행정구역 변경으로 인하여 매곡면이 송동면과 합면되어 매송면이 되었다. 그 뒤 1914년 수원읍 지역이 떨어져 나간 뒤 화성군으로 개칭되어 화성군 매송면 관할이였다가 1987년 다시 수원시로 편입되었다. 수원시 편입 뒤 서둔동이 관할 행정동으로 있었으나, 1991년 서둔동에서 구운동이 분리된 뒤 구운동에서 관할하게 된다. 2003년 구운동에서 금곡동과 호매실동의 앞 글자를 따 금호동으로 분리되면서 행정동 금호동에서 관할하다가, 인구 증가로 2016년 1월 금호동에서 금곡동과 호매실동이 분리되었다.

## 아파트
| 단지명            | 건설사     | 시행사                                           | 주소                      | 입주        | 비고 |
| ----------------- | ---------- | ------------------------------------------------ | ------------------------- | ----------- | ---- |
| 호매실 지에스     | 엘지건설㈜ | ㈜삼익 ㈜엘지건설                                | 권선구 매실로 70          | 1998년 6월  |      |
| 호매실 쌍용       | 남광토건   | 쌍용건설                                         | 권선구 매실로19번길 19    | 1998년 7월  |      |
| 한양수자인 파크원 | ㈜한양     | ㈜보성레저개발                                   | 권선구 칠보로 102         | 2018년 5월  |      |
| 호매실 힐스테이트 | 현대건설   | ㈜힐스테이트호매실뉴스테이위탁관리부동산투자회사 | 권선구 호매실로166번길 33 | 2018년 11월 |      |

## 교육

### 수원시권선구사립전문대학
- 수원여자대학교